# ダキア戦争

帝政ローマ期のダキア一帯

ダキア戦争（ダキアせんそう、イタリア語: Conquista della Dacia, ルーマニア語: Războaiele daco-romane）は、101年から102年、および105年から106年の2次に渡るローマ帝国とダキア人との戦争である。なお、ドミティアヌス帝期に発生したダキア人との戦争を含めてダキア戦争と呼ぶ場合もある。

## 背景
紀元前70年に全ダキアを統一したブレビスタ王統治下のダキアはローマにとって脅威であったが、ブレビスタの死後にダキアは部族毎に4-5の集団へ分裂して弱体化。個々のダキア部族によるローマ領内への侵犯はあったものの、ローマ国内での内戦やユダヤ属州、ブリタンニアなどでの反乱への対応に追われていたこともあって、ダキア人との間で大きな戦争には至らなかった。
その後、ダキアが再び統一され、86年に属州モエシアを含むドナウ川流域のローマ帝国領への本格侵入が相次いだため、ローマ皇帝ドミティアヌスはダキアに対する備えとして親衛隊長であったコルネリウス・フスクスを軍（2個軍団）と共にモエシアへ派遣した。87年デケバルスを王とするダキアに対してドミティアヌスは戦端を開くことを決定しローマ軍はダキア軍とタパエ近郊で激突したが、ダキア軍が完勝してフスクスは戦死した。88年、前年の雪辱を期すローマは再度、ティトゥス・ユリアヌス（Tettius Iulianus）を指揮官としてダキア領へ侵攻。今度はローマ軍が勝利を収め、ダキア軍は敗走したものの、ゲルマニア・スペリオル属州総督のルキウス・アントニウス・サトゥルニヌス(en)による反乱が起こったため、ローマ側の申し入れによりローマとダキア人は平和協定を締結することで合意した。ただし、その内容はローマがダキアへ賠償金を払う条項があるなど、ローマにとって屈辱的なものであった。

## 経過

### 1度目の戦争（101-102年）
休戦協定締結以後もデケバルスはモエシアなどドナウ川流域のローマ属州への侵入を度々行うなど、ローマに反抗する姿勢を示していたことや度重なるローマ領内での軍事行動による出費で逼迫した財政再建に充てるべくダキアが産出する金や銀などの鉱物資源にローマが着目したことに加えて、領土拡張に慎重姿勢を示していた歴代ローマ皇帝と異なり、98年に即位したトラヤヌスはその面での積極さを持っていたことが重なって、トラヤヌスおよびローマはダキアへの本格的な軍事作戦を決意した。
101年に元老院からダキア討伐に関する支持と承認を得た後、トラヤヌスはダキアへ親征した。ローマ軍はドナウ川を渡り、102年にタパエの戦いでダキア軍に勝利を収めた。デケバルスはその後も抵抗をしたもののローマ軍へ降伏した。

### 休戦期（102-105年）
いったんダキアと停戦したものの、トラヤヌスはダキアを将来的には征服すべき相手と見ており、ダマスカスのアポロドーロスに設計させた現在もドロベタ＝トゥルヌ・セヴェリンに残る橋（トラヤヌス橋、当時ローマで最大の橋であった）は来るべき戦争に備えて設けたものであった。また、デケバルスもいったんは休戦協定に応じ、（ダキア人より）北方・東方のゲルマン人への対処のためにローマから軍事・技術面での支援を受けたが、その支援の多くはダキア自身のために使われた。
降伏後しばらくはデケバルスもローマに対し従順であったものの、やがてダキア諸部族を率いて兵を挙げ、ドナウ川流域のローマ属州を次々に襲撃し、略奪を繰り返した。

### 2度目の戦争（105年-106年）
105年、デケバルスが協約違反を繰り返したことを大義名分として、トラヤヌスはダキアを討つべく再度ダキアへ親征した。
ダキア軍は地の利を活かし抵抗するが、当初より情勢はローマ軍優位に展開。106年初夏より第2軍団アディトリクス・ピア・フィデスと第4軍団フラウィア・フェリクスを主軍、第6軍団フェッラタを分隊としてダキアの首都サルミゼゲトゥサに対する攻撃を開始。
当初はローマ軍の攻勢をしのいだものの、ローマ軍によるサルミゼゲトゥサに敷かれた水道網の破壊工作が成功したことが契機となり、サルミゼゲトゥサは陥落。デケバルスは首都から逃れたがローマ軍の追撃に遭い、捕虜となるのを拒み自ら命を絶った。

## 影響
ダキア戦争はローマの完勝となり、のちにトラヤヌスはローマ市内で凱旋式を挙行した。また、ダキアから産出される鉱物資源（金・銀）はトラヤヌスによるこの後の遠征の資金源になると共に、首都ローマ市を始めとするローマ統治下の各都市の発展に大きく寄与。ダキア人の男性捕虜10万人は奴隷となってダキアから追い出された一方、代わりにローマ人が入植したことでダキアのローマ化が進んだ。
ダキアには属州が置かれ（ダキア属州）、サルミゼゲトゥサは属州州都サルミゼゲトゥサ・レギア (Sarmizegetusa Regia) となった。ダキア属州は皇帝ルキウス・ドミティウス・アウレリアヌスによって放棄されるまでの約160年間に渡り、ローマ帝国へ属することとなった。
なお、トラヤヌスは『ガリア戦記』を記したユリウス・カエサルに倣って、自らダキア戦争の経過を記した『ダキア戦記』を執筆したものの、既に散逸している。ダキア戦争の一連の経緯はトラヤヌスのフォルムにあるトラヤヌスの記念柱にレリーフとして刻まれている。

## 関連作品

### ゲーム
- Optimus Princeps (History&Colectors社 - Vae Victis誌#67,2006年,クロノノーツ　ゲーム)